# Dysstroma psodoidaria
Dysstroma psodoidaria är en fjärilsart som beskrevs av Heydemann 1932. Dysstroma psodoidaria ingår i släktet Dysstroma och familjen mätare. Inga underarter finns listade i Catalogue of Life.